# Сидоров, Иван Иванович (историк)
Иван Иванович Сидоров (1907—1981) — советский историк, автор книг об истории Ярославской области в Великой Отечественной войне.

## Биография
Родился 20 апреля 1907 года в селе Нагорье Переславского уезда Владимирской губернии (ныне Переславского района Ярославской области) в крестьянской семье. Окончил пять классов сельской школы и два года второй ступени школы. В ранние годы работал батраком, в артели по изготовлению валенок, по ремонту крыш, лесорубом.
В 1924 году избран секретарём Нагорьевской комсомольской ячейки, занимавшейся ликвидацией неграмотности. В 1925—1927 годах мастер-вышивальщик на фабрике «Красный вышивальщик» в Переславле-Залесском. В 1927 году направлен на учёбу во Владимирскую гусовпартшколу. В 1929 году избран секретарём партячейки Остеевского торфопредприятия, после утверждён инструктором отдела агитации и пропаганды Владимирского горрайкома ВКП(б). В 1929 год ушёл в армию — службу проходил в 3-м стрелковом Черкасском полку 37-й Новочерскасской стрелковой дивизии в городе Жиздра Белорусского военного округа; готовился к поступлению в вуз.
В 1930 году политотделом дивизии направлен учиться на историческое отделение Ярославского педагогического института. По окончании в 1932 году направлен на работу во Владимирскую облсовпартшколу заведующим учебной частью и преподавателем истории ВКП(б). С 1935 года заведующий Вечерним комвузом оргпартработников и преподаватель истории ВКП(б) в Ярославле. С 1937 года директор курсов мастеров социалистического труда Ярославского резинокомбината. С 1939 года заведующий отделом пропаганды и агитации Кагановичского райкома Ярославля. С 1940 года был заведующим отделом пропаганды и агитации Ярославского горкома ВКП(б).
В 1941—1945 годах — участник Великой Отечественной войны. Проходил военные курсы ЦК в Ленинграде, затем был начальником агитпропотдела политуправления в Выборге, комиссаром курсов младших лейтенантов инженерных войск, начальником социально-экономического цикла стрелково-пулемётных курсов Ленинградского фронта. В боях по прорыву блокады Ленинграда был контужен. После снятия блокады направлен в Карповское военно-политическое училище преподавателем истории ВКП(б). Награждён орденом Красной Звезды и медалями.
После войны работал заместителем заведующего отдела пропаганды и агитации Ярославского обкома ВКП(б). В 1949—1960 годах преподаватель и заведующий кафедрой марксизма-ленинизма Ярославского технологического института. После защиты диссертации получил степень кандидата исторических наук и звание доцента.
С 1960 года персональный пенсионер республиканского значения. Продолжал преподавательскую и общественную деятельность. Участвовал в создании совета ветеранов, являлся почётным председателем клуба «Дорогами войны» при Ярославском музее-заповеднике.
Умер 26 января 1981 года.

## Труды
- Сидоров И. И. Большевики Ярославской области в годы Великой Отечественной войны (1941—1945 гг.): Диссертация кандидата исторических наук. — Ярославль, 1948.
- Сидоров И. И. Трудящиеся Ярославской области в годы Великой Отечественной войны / под ред. Л. Б. Генкина. — Ярославль: Ярославское книжное издательство, 1958. — 232 с. — 3000 экз.
- Герои огненных лет: Очерки о Героях Советского Союза — ярославцах / сост. И. И. Сидоров. — Ярославль: Верхне-Волжское книжное издательство, 1968. — 595 с.
  - Герои огненных лет: Очерки о Героях Советского Союза — ярославцах. 2-е изд / сост. И. И. Сидоров. — Ярославль: Верхне-Волжское книжное издательство, 1974. — 512 с.
  - Герои огненных лет: Очерки о Героях Советского Союза — ярославцах. 3-е изд / сост. И. И. Сидоров, Б. П. Румянцев. — Ярославль: Верхне-Волжское книжное издательство, 1985. — 456 с. — 50 000 экз.
- Ленинградцы на волжских берегах: сборник документов и материалов / сост. И. И. Сидоров. — Ярославль: Верхне-Волжское книжное издательство, 1972. — 120 с.
- Сидоров И. И. Поколение огненных лет. — Ярославль: Верхне-Волжское книжное издательство, 1980. — 181 с. [О подвигах молодёжи Ярославской области на фронте и в тылу.]